# Edgar Barth
Edgar Barth (26 de janeiro de 1917 – 20 de maio de 1965) foi um automobilista alemão.
Barth participou de 5 Grandes Prêmios de Fórmula 1, não marcando pontos. Seu melhor resultado foi um 6º lugar na Alemanha de 1958.

## Carreira de corrida
Barth nasceu em Herold. Ele começou sua carreira como piloto de motos DKW e depois mudou para carros esportivos BMW.  A fábrica da Alemanha Oriental da BMW se tornaria a Eisenacher Motorenwerk (EMW) após a guerra, dirigindo o carro da equipe de fábrica no Campeonato de Fórmula 2 da Alemanha Oriental, que ele venceu em 1952 e 1953. Ele foi autorizado a participar de três eventos no Ocidente em 1953, incluindo sua primeira aparição no Campeonato Mundial de Fórmula 1. Ele terminou em quinto no Eifelrennen não-campeonato, mas se aposentou do Avusrennen e do Grande Prêmio da Alemanha.

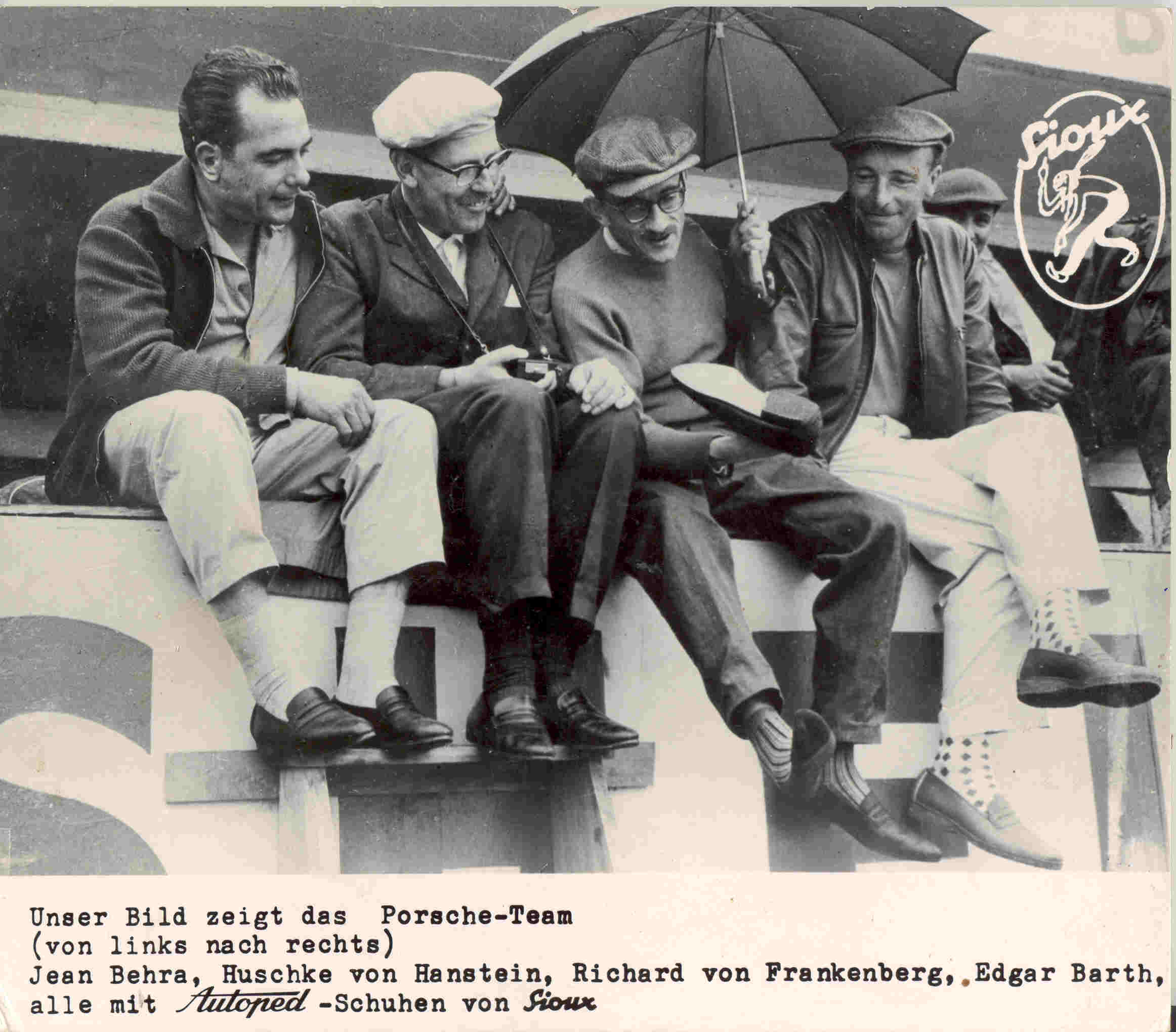
da esquerda para a direita: Jean Behra, Fritz Huschke von Hanstein, Richard von Frankenberg e Edgar Barth

Em 1957, ele emigrou para o Ocidente e dirigiu esporadicamente para a equipe Porsche na Fórmula 1 até 1961. Ele pilotou nas seções de F2 em sua corrida em casa em 1956 e 1957, terminando fora dos pontos nas duas vezes. Ele pilotou um carro de Fórmula 1 no Grande Prêmio da Itália de 1960, terminando em sétimo. Ele foi inscrito em sua corrida em casa em 1961, mas mais tarde foi retirado e foi inscrito como substituto em Monza naquele ano. Sua última aparição na F1 aconteceu no Grande Prêmio da Alemanha de 1964, pilotando um Cooper-Climax para a Rob Walker Racing, não conseguindo fazer a bandeira.
Barth participou dos 500 quilômetros de Nürburgring, em 1960 em um BMW 700, terminando em quinto. Barth venceu os Campeonatos Europeus de Montanha de 1959, 1963 e 1964 (Hillclimb) pela Porsche e também o Targa Florio de 1959. Além das corridas de Fórmula 2 com o Porsche 718, ele também participou das 24 Horas de Le Mans em várias ocasiões.
Ele começou a sofrer de câncer no final de 1964 e sucumbiu à doença em maio de 1965. Seu filho Jürgen Barth tornou-se engenheiro na Porsche e também entrou no automobilismo, vencendo as 24 Horas de Le Mans em 1977.